# Nabil Lamara
Nabil Lamara (en arabe : نبيل لعمارة), né le 15 août 1993 à Alger, est un footballeur international algérien évoluant au poste d'arrière latéral gauche à l'USM Alger.

## Biographie
Avec le club de l'USM Bel Abbès, il remporte la Coupe d'Algérie en 2018. Nabil Lamara est titulaire lors de cette finale gagnée 1-2 face à la JS Kabylie. Il remporte quelques mois plus tard la Supercoupe d'Algérie 2018. Il s'illustre lors de ce match en inscrivant un but contre le champion d'Algérie 2018, le CS Constantine.
Il participe ensuite à la Coupe de la confédération 2018, inscrivant un but contre le club libérien du LISCR.
Il reçoit sa première sélection en équipe d'Algérie le 27 décembre 2018, en amical contre le Qatar (victoire 0-1).
Avec l'USM Alger, il remporte la Supercoupe de la CAF 2023 face à l'ogre égyptien d'Al Ahly SC (1-0) en étant titulaire.
En juillet 2025, toujours sous les couleurs de l'USM Alger, il remporte la deuxième coupe d'Algérie de sa carrière, la première avec ce club après une victoire de son équipe (2-0) face au CR Belouizdad mais il ne joue pas une seule minute durant cette finale se contentant malheureusement  de suivre l'intégralité du match sur le banc des remplaçants lui qui était pourtant présenti à une place de titulaire l'avant veille.

## Statistiques

### En club
| Saison                | Club                  | Championnat           | Championnat | Championnat | Championnat | Coupe(s) nationale(s) | Coupe(s) nationale(s) | Coupe(s) nationale(s) | Supercoupe | Supercoupe | Supercoupe | Compétition(s) continentale(s) | Compétition(s) continentale(s) | Compétition(s) continentale(s) | Compétition(s) continentale(s) | Autres compétitions | Autres compétitions | Autres compétitions | Autres compétitions | Algérie | Algérie | Algérie | Total | Total | Total |
| Saison                | Club                  | Division              | M.          | B.          | P.d.        | M.                    | B.                    | P.d.                  | M.         | B.         | P.d.       | Comp.                          | M.                             | B.                             | P.d.                           | Comp.               | M.                  | B.                  | P.d.                | M.      | B.      | P.d.    | M.    | B.    | P.d.  |
| 2016-2017             | O Médéa               | Ligue 1               | 21          | 0           | 1           | 2                     | 0                     | 0                     | -          | -          | -          | -                              | -                              | -                              | -                              | -                   | -                   | -                   | -                   | -       | -       | -       | 23    | 0     | 1     |
| 2017-2018             | USM Bel Abbès         | Ligue 1               | 26          | 0           | 0           | 6                     | 0                     | 0                     | -          | -          | -          | -                              | -                              | -                              | -                              | -                   | -                   | -                   | -                   | -       | -       | -       | 32    | 0     | 0     |
| 2018-2019             | USM Bel Abbès         | Ligue 1               | 12          | 0           | 1           | -                     | -                     | -                     | 1          | 1          | 0          | C2                             | 3                              | 1                              | 0                              | -                   | -                   | -                   | -                   | 1       | 0       | 0       | 17    | 2     | 1     |
| Sous-total            | Sous-total            | Sous-total            | 38          | 0           | 1           | 6                     | 0                     | 0                     | 1          | 1          | 0          | -                              | 3                              | 1                              | 0                              | -                   | -                   | -                   | -                   | 1       | 0       | 0       | 49    | 2     | 1     |
| 2018-2019             | MC Alger              | Ligue 1               | 14          | 1           | 0           | 1                     | 0                     | 0                     | -          | -          | -          | -                              | -                              | -                              | -                              | UAFA                | 2                   | 0                   | 0                   | -       | -       | -       | 17    | 1     | 0     |
| 2019-2020             | MC Alger              | Ligue 1               | 7           | 0           | 1           | 1                     | 0                     | 0                     | -          | -          | -          | -                              | -                              | -                              | -                              | UAFA                | 1                   | 0                   | 1                   | -       | -       | -       | 9     | 0     | 2     |
| 2020-2021             | MC Alger              | Ligue 1               | 29          | 8           | 2           | 1                     | 0                     | 0                     | -          | -          | -          | C1                             | 7                              | 0                              | 0                              | -                   | -                   | -                   | -                   | -       | -       | -       | 37    | 8     | 2     |
| Sous-total            | Sous-total            | Sous-total            | 50          | 9           | 3           | 3                     | 0                     | 0                     | -          | -          | -          | -                              | 7                              | 0                              | 0                              | -                   | 3                   | 0                   | 1                   | -       | -       | -       | 63    | 9     | 4     |
| 2021-2022             | Club africain         | Ligue 1 Pro           | 9           | 0           | 1           | 1                     | 0                     | 0                     | -          | -          | -          | -                              | -                              | -                              | -                              | -                   | -                   | -                   | -                   | -       | -       | -       | 10    | 0     | 1     |
| 2022-2023             | Club africain         | Ligue 1 Pro           | 7           | 0           | 0           | -                     | -                     | -                     | -          | -          | -          | C2                             | 1                              | 0                              | 0                              | -                   | -                   | -                   | -                   | -       | -       | -       | 8     | 0     | 0     |
| Sous-total            | Sous-total            | Sous-total            | 16          | 0           | 1           | 1                     | 0                     | 0                     | -          | -          | -          | -                              | 1                              | 0                              | 0                              | -                   | -                   | -                   | -                   | -       | -       | -       | 18    | 0     | 1     |
| 2023-2024             | USM Alger             | Ligue 1               | 18          | 0           | 0           | 5                     | 0                     | 0                     | -          | -          | -          | C2                             | 6                              | 0                              | 1                              | SCAF                | 1                   | 0                   | 0                   | -       | -       | -       | 30    | 0     | 1     |
| 2024-2025             | USM Alger             | Ligue 1               | 8           | 0           | 0           | 3                     | 0                     | 1                     | -          | -          | -          | C2                             | 4                              | 1                              | 0                              | -                   | -                   | -                   | -                   | -       | -       | -       | 15    | 1     | 1     |
| Sous-total            | Sous-total            | Sous-total            | 26          | 0           | 0           | 8                     | 0                     | 1                     | -          | -          | -          | -                              | 10                             | 1                              | 1                              | -                   | 1                   | 0                   | 0                   | -       | -       | -       | 45    | 1     | 2     |
| Total sur la carrière | Total sur la carrière | Total sur la carrière | 151         | 9           | 6           | 20                    | 0                     | 1                     | 1          | 1          | 0          | -                              | 21                             | 2                              | 1                              | -                   | 4                   | 0                   | 1                   | 1       | 0       | 0       | 198   | 12    | 9     |

## En sélection nationale
| Saison                | Sélection             | Phases finales        | Phases finales | Phases finales | Phases finales | Éliminatoires CDM | Éliminatoires CDM | Éliminatoires CDM | Éliminatoires CAN | Éliminatoires CAN | Éliminatoires CAN | Matchs amicaux | Matchs amicaux | Matchs amicaux | Total | Total | Total |
| Saison                | Sélection             | Compétition           | M              | B              | Pd             | M                 | B                 | Pd                | M                 | B                 | Pd                | M              | B              | Pd             | M     | B     | Pd    |
| --------------------- | --------------------- | --------------------- | -------------- | -------------- | -------------- | ----------------- | ----------------- | ----------------- | ----------------- | ----------------- | ----------------- | -------------- | -------------- | -------------- | ----- | ----- | ----- |
| 2018-2019             | Algérie               | CAN 2019              | -              | -              | -              | -                 | -                 | -                 | -                 | -                 | -                 | 1              | 0              | 0              | 1     | 0     | 0     |
| Total sur la carrière | Total sur la carrière | Total sur la carrière | -              | -              | -              | -                 | -                 | -                 | -                 | -                 | -                 | 1              | 0              | 0              | 1     | 0     | 0     |

### Matchs internationaux
Le tableau suivant liste les rencontres de l'équipe d'Algérie dans lesquelles Nabil Lamara a été sélectionné depuis le 27 décembre 2018 jusqu'à présent.

## Palmarès
- Vainqueur de la Coupe d'Algérie en 2018 avec l'USM Bel Abbès
- Vainqueur de la Supercoupe d'Algérie en 2018 avec l'USM Bel Abbès
- Vainqueur de la Supercoupe de la CAF en 2023 avec l'USM Alger
- Vainqueur de la Coupe d'Algérie en 2025 avec l'USM Alger